# 安山县
安山县（越南语：／）是越南宣光省下辖的一个县。

## 地理
安山县北接霑化县；西北接咸安县；西接安沛省安平县；西南接富寿省端雄县；南接山阳县；东接太原省定化县和北𣴓省𢄂屯县；宣光市嵌入其中。

## 历史
2019年11月21日，金富社、富林社和新平市镇划归宣光市管辖。
2021年4月27日，琅馆社和四郡社部分区域划归胜军社管辖；胜军社改制为安山市镇。
2025年6月12日，宣光省和河江省合并成新的宣光省，安山县随之短暂划归新的宣光省管辖。6月16日，越南国会废除县级政区，安山县随之废除；美凭社并入美林坊，中门社并入明春坊，太平社部分区域并入农进坊，黄开社并入安祥坊，中明社和雄利社合并成新的雄利社，道院社、功多社和中山社合并成新的中山社，富盛社、进步社和太平社剩余区域合并成新的太平社，新进社和新隆社合并成新的新隆社，中直社、福宁社和春云社合并成新的春云社，贵军社、昭安社和力行社合并成新的力行社，安山市镇、四郡社、琅馆社和真山社合并成安山社，汝汉社、队平社和汝溪社合并成新的汝溪社，金关社并入新潮社，建设社不作调整，各新坊社均隶属宣光省直接管辖。

## 行政区划
安山县下辖1市镇27社，县莅安山市镇。
- 安山市镇（Thị trấn Yên Sơn）
- 真山社（Xã Chân Sơn）
- 昭安社（Xã Chiêu Yên）
- 功多社（Xã Công Đa）
- 道院社（Xã Đạo Viện）
- 队平社（Xã Đội Bình）
- 黄开社（Xã Hoàng Khai）
- 雄利社（Xã Hùng Lợi）
- 建设社（Xã Kiến Thiết）
- 金关社（Xã Kim Quan）
- 琅馆社（Xã Lang Quán）
- 力行社（Xã Lực Hành）
- 美凭社（Xã Mỹ Bằng）
- 汝汉社（Xã Nhữ Hán）
- 汝溪社（Xã Nhữ Khê）
- 富盛社（Xã Phú Thịnh）
- 福宁社（Xã Phúc Ninh）
- 贵军社（Xã Quý Quân）
- 新隆社（Xã Tân Long）
- 新进社（Xã Tân Tiến）
- 太平社（Xã Thái Bình）
- 进步社（Xã Tiến Bộ）
- 中明社（Xã Trung Minh）
- 中门社（Xã Trung Môn）
- 中山社（Xã Trung Sơn）
- 中直社（Xã Trung Trực）
- 四郡社（Xã Tứ Quận）
- 春云社（Xã Xuân Vân）